# Барбоскіни
«Барбоскіни»  — російський анімаційний серіал про сім'ю собак виробництва студії анімаційного кіно «Мельница».

## Сюжет
Кожен випуск (серія) мультсеріалу має незалежний від інших випусків сюжет, пов'язаний з іншими сюжетами єдністю персонажів і місцем дії. Місцем дії є місто Песбург (алюзія на місто Санкт-Петербурґ), де є квартира Барбоскіних в багатоквартирному будинку, інші приміщення цього будинку і прибудинкова територія з дитячим майданчиком. У деяких серіях головним місцем дії є дача сім'ї Барбоскіних.
Сюжет мультсеріалу будується навколо пригод Рози, Дружка, Гени, Лізи і Малюка Барбоскіних. У ньому зачіпаються теми дорослішання, взаємин між батьками і дітьми, моральних і сімейних цінностей, осмислюються труднощі в спілкуванні з однолітками та дорослими[джерело?].

## Персонажі

### Головні
- Роза (Розана) — найстарша дитина в сім'ї. Носить білу водолазку, рожеву кофту, синю стрічку на шиї, картату спідницю, білі колготки, блакитні гетри та блакитні кросівки, але іноді в серіалі з'являється у біло-червоній піжамі. У неї біляве волосся і блакитні очі, на голові постійно носить рожевий обідок і дві рожеві резинки. Роза вродилася в маму і теж мріє про кар'єру актриси і навіть ходила на проби, щоб знятися в рекламі. Часто влаштовує суперечки догляду за зовнішністю. Захоплюється модою. Вміє шити, танцювати, хоче бути неповторною. Дуже популярна в школі, але тільки через свою красу. Але її друзі (Дружок, Малюк, Гена) єдине, що для неї важливіше краси, і на відміну від Лізи ніколи не зводить наклепи і часто має намір прийти на допомогу. У Рози є друг на ім'я Тім. У її промові при подразненні звучить фраза «Ну ваще!» і «Розмріявся!».
- Дружок — веселий і ледачий цуцик, який має великі проблеми зі школою. Любить гру «Гончий пес». Дуже допитливий, через що постійно потрапляє в неприємні ситуації. Захоплюється спортом, зокрема, футболом. У пориві гніву чи здивування вигукує «Цвях мені в кеди!» або «Дірявий м'яч!» Саме Дружок познайомив Розу з Тімохою.
- Гена (Геннадій Барбоскін) — захоплюється наукою, часто проводить досліди і допомагає всім в навчанні. Мріє про нобелівську премію. Відмінник, але бувають труднощі з фізкультурою. Коронна фраза: «Ось інфузорія!» чи «Інфузорії в туфельках!».
- Ліза (Єлизавета Барбоскіна) — носить бардовий сарафан з кишенею, помаранчеву кофту, помаранчеві колготки, фіолетові шкарпетки, фіолетові сандалі. У неї руде волосся, переплетене в три червоні стрічки, зелені очі. Також у неї багато іншого одягу і навіть косметики. Ліза дуже любить солодке, займатися живописом, ліпити посуд з глини[джерело?]. Мріє співати на сцені, як її улюблена співачка Жанна Кицька, але не вміє співати (не має музичного слуху), як і Роза. Ліза дуже відповідальна дівчинка, вона дуже хоробра, але сильно гаркавить, погано вимовляє літеру «р» (як Ліза заявила в серії «Сценічна Мова»). Однак, найбільший її недолік — любить ябедничати. Іноді вона егоїстична, груба і безпринципна і дуже часто не вміє дружити. Але в душі вона добра собачка.
- Малюк — наймолодший у сім'ї Барбоскіних, дуже добрий і наївний, але водночас і розважливий. Любить тихо побешкетувати, але остерігається покарання, оскільки ще не доріс. Коли дивується говорить фразу «Ух-ти — пух-ти!».
- Тато Барбоскіних — батько сімейства. Постійно працює, вдома навіть не відривається від ноутбуку або газети. Свій вільний час любить проводити разом з сім'єю, що трапляється нечасто. Носить окуляри, короткозорий.
- Мама Барбоскіних — мати сімейства. Рідко з'являється в серіалі. Дуже турботлива, але іноді (тільки по справі) буває сувора. Коли знялася вперше в рекламі, відчула себе зіркою, мріяла про сцену[джерело?]. Смачно готує.
- Дідусь Барбоскіних — батько батька сімейства. Колишній моряк, в серіалі з'являється часто (особливо в останніх серіях, майже в кожній). Дуже добрий та співчутливий.
- Тимоха (Тимофій Бобіков) — приятель Дружка, бойфренд Рози. Живе по сусідству з сім'єю. Досі не зізнався Розі у коханні, однак це очевидно для всіх. Любить грати з Дружком на консолі в ігри «MORTAL GAV-GAV» та «ГОНЧИЙ ПЕС». Часто розпитує його про смаки Рози, узгоджує з ним образ для побачення з нею. В під'їзді підбирає слова, щоб запросити її на побачення.

Старшинство в сім'ї можна зрозуміти в серії, де Ліза вчить Малюка зав'язавати шнурки (серія «Шнурок»).

### Другорядні
- Жанна Кіска — співачка, виступає по телевізору. Кумир Лізи. Прототип — Жанна Фріске.
- Бред Пітт Буль — актор, про спільну кар'єру з яким мріють Ліза та Роза. Прототип — Бред Пітт.
- Ведучі новин та новин спорту — ведуть новини та новини спорту на телеканалі «ГАВ», щодня у ранкових шоу з 7:00 i до 9:00, Вдень (12:00, 15:00, 17:00) Ввечері (18:00, 19:00, 21:00, 23:00) та уночі о 00:50! (рідко о 00:45) який щодня дивляться Барбоскіни.

У серіалі часто звучать імена співаків, футболістів, вчених, а так само однокласників і вчителів. Часто згадується серіал «Лунтик», також випускається студією «Мельница». У Малюка також є іграшка «Лунтик».

## Критика
Мультсеріал отримав різнобічні відгуки критиків і глядачів. Глядачі головним чином оцінили сучасність мультфільму, якісне виконання і гумор. Однак проект отримав і негативні відгуки. У своїх оглядах рецензенти відзначають шаблонність в зображенні характерів головних і другорядних героїв. На думку одного з критиків, ця шаблонність доходить до карикатури, де Роза — дурна блондинка, Гена — ботанік, Дружок — хуліган і двієчник.
Також наголошується, що в мультсеріалі зображені спотворені уявлення про взаємини в родині. Щоб домогтися своїх цілей, члени сім'ї Баркерів вдаються до обману, удавання, шантажу і ябедничества. Виниклу проблему, на думку критиків, герої не вирішують — вона виправляється сама собою. При цьому відмічено, що батьки Барбоскіних мало беруть участь у вихованні своїх нащадків, і останні часто надані самі собі чи дідусеві.
Планується створення 1000 серій по 6 хвилин кожна[джерело?].

## Повнометражні фільми
24 грудня 2020 року вийшов повнометражний фільм «Барбоскіни на дачі». 25 серпня 2022 року вийшов другий анімаційний фільм «Барбоскіни Team».